# Tupolev ANT-7
Tupolev ANT-7, Không quân Liên Xô còn gọi là Tupolev R-6 (R – razvedchik – trinh sát), là một loại máy bay trinh sát và tiêm kích hộ tống của Liên Xô.

## Biến thể
ANT-7
R-6(R – Razvyedchik – trinh sát)
KR-6(KR – Kreiser Razvyedchik – trinh sát hành trình)
KR-6P
MP-6'2M-17(Morskoj Paassazhirskii – trinh sát biển)
MR-6(Morskoj razvyedchik – trinh sát biển)
PS-72M17(Paassazhirskii – chở khách)
P-6(Paassazhirskii – chở khách)
R-6 Limuzin

## Quốc gia sử dụng
Quân sự
 Liên Xô
- Không quân Liên Xô
- Không quân Hải quân Liên Xô

Dân sự
 Liên Xô
- Aeroflot
- Avia Arktika

## Tính năng kỹ chiến thuật (R-6)
Dữ liệu lấy từ The Osprey Encyclopedia of Russian Aircraft 1875 – 1995
Đặc tính tổng quan
- Kíp lái: 4
- Chiều dài: 15,06 m (49 ft 5 in)
- Sải cánh: 23,2 m (76 ft 1 in)
- Diện tích cánh: 80 m2 (860 foot vuông)
- Trọng lượng rỗng: 3.856 kg (8.501 lb)
- Trọng lượng có tải: 6.472 kg (14.268 lb)
- Động cơ: 2 × Mikulin M-17F , 540 kW (720 hp) mỗi chiếc

Hiệu suất bay
- Vận tốc cực đại: 230 km/h (143 mph; 124 kn) trên mực nước biển 216 km/h (134 mph) ở độ cao 3,000 m (10 ft)
- Tầm bay: 800 km (497 mi; 432 nmi)
- Trần bay: 5.620 m (18.438 ft)
- Vận tốc lên cao: 2,7 m/s (530 ft/min)
- Tải trên cánh: 81 kg/m2 (17 lb/foot vuông)
- Công suất/khối lượng: 0,170 kW/kg (0,10 hp/lb)
- Đường băng cất cánh: – 160 m (525 ft) / 11 giây
- Đường băng hạ cánh: – 250 m (820 ft) ở vận tốc 110 km/h (68 mph)

Vũ khí trang bị

- 1x súng máy PV-2 7,7 mm (0,303 in)